# Barton Aqueduct

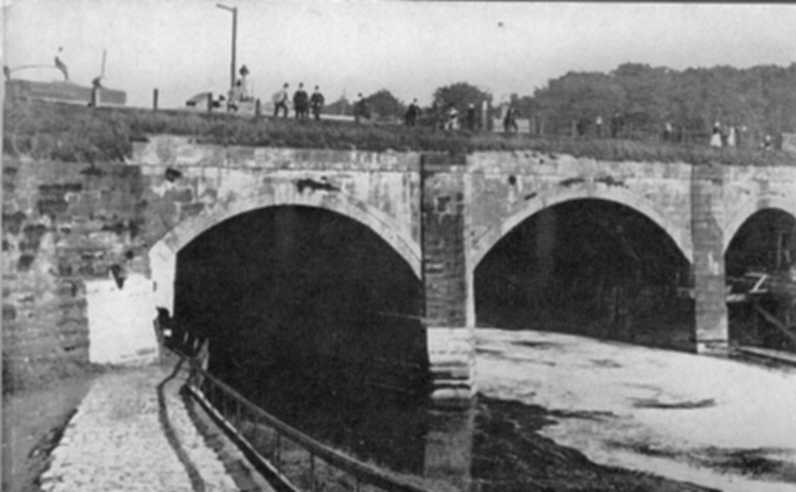
Der Barton Aqueduct 1891

Der Barton Aqueduct war eine Kanalbrücke, die bei Barton in Greater Manchester im Verlauf des Bridgewater-Kanals den River Irwell überquerte.
Die Brücke wurde 1761 von James Brindley entworfen. Der aus Stein gebaute Viadukt mit einer Höhe von 13 m galt als eines der Sieben Weltwunder des Kanalbaus. Als der Manchester Ship Canal gebaut wurde, war die Durchfahrt für den Kanal zu niedrig und die Brücke wurde 1893 abgerissen und durch den Barton Swing Aqueduct ersetzt.